# Varoška Rijeka
Varoška Rijeka falu Bosznia-Hercegovinában, a Bosznia-hercegovinai Föderáció Una-Szanai kantonjában, Bužim községben.

## Fekvése
Bosznia-Hercegovina északnyugati részén, Bihácstól légvonalban 32, közúton 49 km-re északkeletre, Bužimtól légvonalban és közúton 3 km-re északra levő dombos, erdős területen fekszik. A település központi része a Bužimnica-patak völgyében található, amelyet kisebb patakvölgyek és dombok, lejtők szegélyeznek.

## Népessége
| Nemzetiségi csoport | Népesség 1991 | Népesség 2013 |
| ------------------- | ------------- | ------------- |
| Szerb               | 4             | 0             |
| Bosnyák             | 4942          | 5363          |
| Horvát              | 0             | 1             |
| Jugoszláv           | 8             | 0             |
| Egyéb               | 13            | 33            |
| Összesen            | 4992          | 5400          |

## Története
Varoška Rijeka a község egyik régebbi települése, melynek története a középkorig nyúlik vissza. Az akkori Kostajnica nevű hely korábban sokkal nagyobb volt, és a mai Varoška Rijeka településen kívül Vrhovska, Bućevac és Zaradostovo területét is foglalta magában. Szent Márton tiszteletére szentelt középkori templomának alapfalai ma is megtalálhatók, a település egykori várát mára benőtte a bozót.
A régi mecset 1922-ben épült. Lábánál van egy temető, több régi sírkővel és "haji-tashi" kőjelekkel. A gyönyörű új mecset 1991-ben épült. A második világháború után Varoska Rijekában több évig működött egy mezőgazdasági szövetkezet, amelyet később a ZZ Bužimmal egyesítettek. 1948-ban ennek a részére épült meg a szövetkezeti ház. A négyosztályos iskola épülete 1954-ben épült. A községben Varoška Rijeka volt az első település Bužim után, amely 1979-ben Bužim önkormányzatától kiválva helyi közösség státuszt kapott. Ugyanebben az évben több tanya is épült a helyi közösség területén, ahol a boszniai háborúig baromfit neveltek.
A 2003-ban épült általános iskolával, akkoriban kulturális központtal, regionális úttal, közvilágítással és más jelentős létesítményekkel, Čava és Konjodor mellett Varoška Rijeka ma Bužim község másodlagos központja.

## Nevezetességei
- A középkori Szent Márton templom maradványai a Klisa nevű lelőhelyen. Az alapok 15 méter hosszúságú és 10 méter szélességű templomot rajzolnak ki, melynek falai helyenként 80 centiméter magasságban állnak. A templom északnyugat-délkeleti tájolású volt, melynek apszisa feltehetően a délkeleti oldalon állt.[4]

- A Medića brdo nevű hegyen a középkorban vár állt. Bár ennek romjait mára benőtte a bozót, a régebbi feltárások alapján a vár egy 50 x 25 méteres területet foglal el. A várat a 15. és 16. században említik a történei források.[4]

- A falu mecsetét 1991-ben építették.